# スイス銀行

本稿では、スイスの銀行業（スイスのぎんこうぎょう、ロマンシュ語：argintartion、通称：スイス銀行）全般について詳述する。同国の銀行は、伝統的に高度な守秘性を特徴とする。

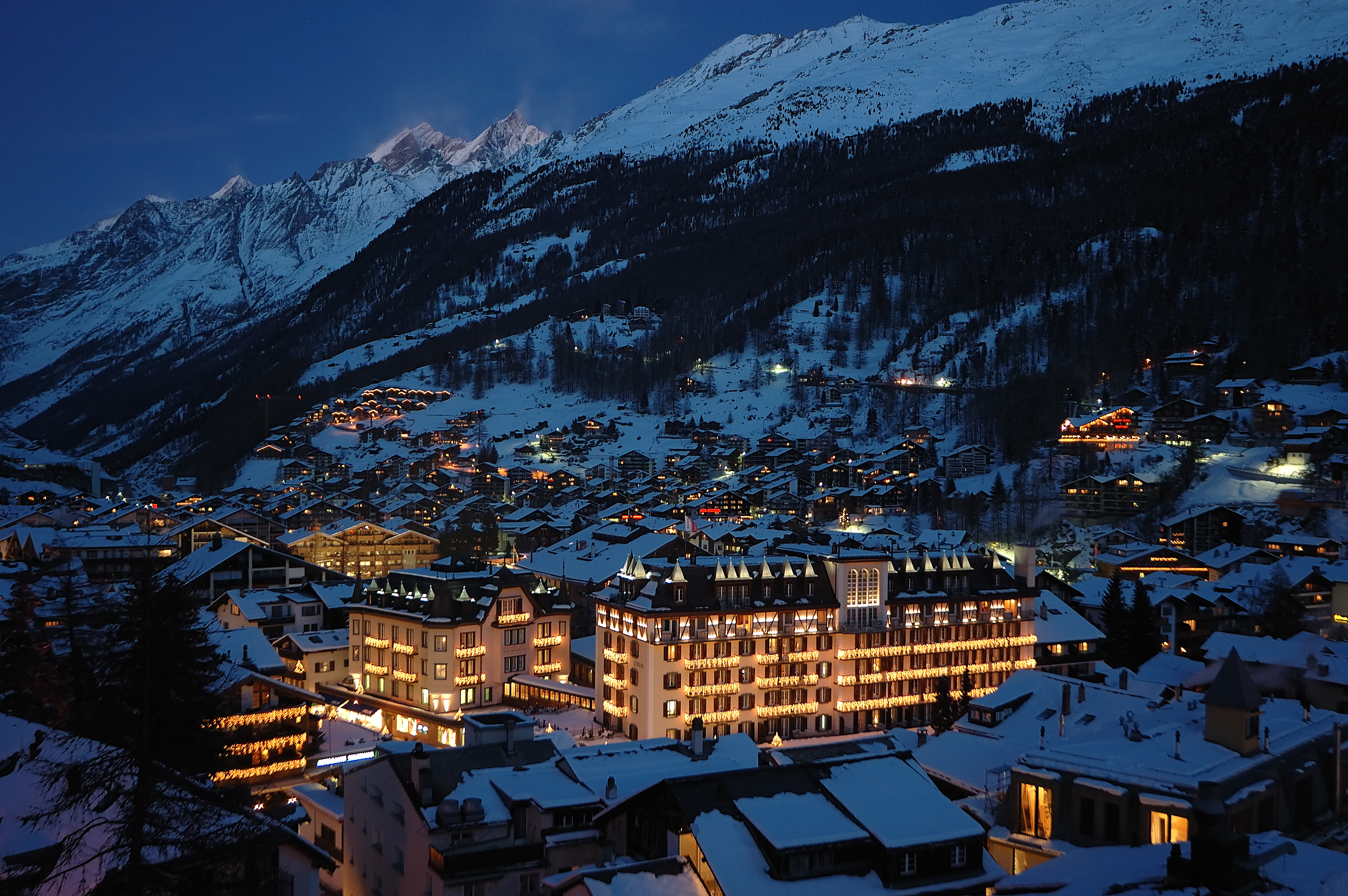
ツェルマットのモン・サービン宮殿。観光の拠点であるこの街には、多くの民間銀行がサービスを提供しており、スイスアルプスの麓には地下バンカーや金の貯蔵庫が整備されている。

## 概要
本稿における"スイス銀行"とは、スイス金融市場監査局が管轄し、スイス銀行法に基づいて運営されている、スイスを拠点とした銀行の総称である。
18世紀初頭にスイスの商人が行っていたことに端を発し、数世紀の間に複雑な規制を受けた国際的な産業に成長した。銀行業は、アルプス、チョコレート、時計製造、登山と並んで、スイスを象徴するものとされている。
スイスには1700年代初頭にまで遡ることができる、銀行の秘密主義および顧客の機密保持のための長い歴史がある。ヨーロッパの裕福な銀行の利益を守るために始まったスイスの銀行機密は、1934年に画期的な連邦法である「銀行および貯蓄銀行に関する連邦法」が可決され、成文化された。これらの法律は、ナチスの迫害を受けている人々の資産を保護するために使われたが、違法な脱税や資産隠し、あるいは金融犯罪を目的とする人々や機関にも利用されている。
第二次世界大戦中、外国人の口座や資産を保護することが問題となり、銀行機密を緩和するための金融規制が次々と提案されたが、ほとんど成功しなかった。スイスは、20世紀半ば以降、世界最大級のオフショア金融センターであり、タックスヘイブンでもある。スイスの銀行の機密性を大幅に弱体化させようとする国際的な動きがあったにもかかわらず、スイスの社会的・政治的勢力は、提案された銀行機密法の後退を最小限に抑え、時に元に戻してきた。
スイス国内でも評判の良くない銀行の犯罪行為を公開することは、一般的に国民には好意的に受け止められているが、顧客情報の公開は1900年代初頭から犯罪行為とみなされてきた。国内外のスイス銀行員は、「医師や神父が守るのと同じような不文律を長い間守ってきた」という自負を持っており、1934年以降、銀行機密法に違反したのは、クリストフ・メイリ（1997年）、ブラッドリー・ビルケンフェルド（2007年）、ルドルフ・エルマー（2011年）、エルベ・ファルチアニ（2014年）の4人のみである。
スイス銀行協会（SBA）は2018年、スイスの銀行が保有する資産は6.5兆米ドルで、世界のクロスボーダー資産の25％を占めていると推定している。スイスの主要な言語ハブであるジュネーブ（フランス語圏）、ルガーノ（イタリア語圏）、チューリッヒ（ドイツ語圏）は、地理的に異なる市場にサービスを提供している。金融機密指数では常に上位3州にランクインしており、何度も1位に選ばれているが、最近では2018年に選ばれた。大手銀行であるUBSとクレディ・スイスは、スイス金融市場監督庁（FINMA）と、一連の連邦法から権限を得ているスイス国立銀行（NSB）によって規制されている。スイスの銀行は、歴史的に自国の経済と社会において重要な役割を果たしており、現在もその役割は続いている。経済協力開発機構（OECD）によると、銀行の総資産は国内総生産の467%に達する。スイスの銀行は、書籍、映画、テレビ番組などの大衆文化の中で、様々な角度から描かれてきた。

### プライベートバンク
スイスプライベートバンクとは、ナンバーズアカウントを開設できるという意味でのスイス銀行である。口座名義までが契約者の任意の番号で管理され、名義人が表示されない匿名口座は守秘性が非常に高い。スイスのプライベートバンクは、無限責任をもつ個人銀行家＝プライベートバンカーがパートナーとして経営している銀行であり、世界の富豪に愛用されてきた長い伝統と実績、および先述の高い守秘義務の規定がある。口座の顧客の身元を知っているのは担当者とごく一部の上層部だけで、口座番号が漏れてもそこから身元を割り出すことはできない。口座番号さえわかれば誰でも振り込みはできるが、口座番号を間違えると、守秘義務により、振り込んだ金は返ってこない。
プライベートバンクにおいて、他の顧客や自分の口座の担当以外の従業員との接触を避けるため、顧客は来訪の前に申請し、必ず決められた時間に来訪しなければならない。エレベーターは担当者が待つ階にしか停まらないようになっており、鍵も備えられている。したがって、秘密口座では有価証券を除けば預金の引き出しの6週間前に申請しなくてはならない。口座維持費が必要なので、最低でも常に1,000万円以上の残高を要する（為替相場にもよる）。
公共料金の支払いや給与の振り込みは取り扱っていない。
スイスプライベートバンクの有名どころはロンバー・オディエやピクテ銀行であるが、さらに二つ例を挙げておく。
ジュリアス・ベアもその一つである。2002年に解雇されるまでジュリアス・ベアのカリブ海部門の最高執行責任者であったルドルフ・エルマー（Rudolf Elmer）は、同行の脱税関与を裏づける顧客データをウィキリークス等のメディアや連邦・州の税務当局に送りつけ、法廷で銀行秘密保持の原則がスイス国外にも適用されるかどうかを争っていたが、2018年10月初旬、スイス連邦最高裁判所は国外適用を否定した。
J・サフラ・サラシン（J. Safra Sarasin）は2002年3月にラボバンクが28％支配するところとなり、会社形態も変わってウォールストリート・ジャーナルなどに報じられた。2011年11月、サフラグループに買い戻された。
なお、匿名口座と呼ばれるものは、プライベートバンクでなくてもクリアストリームのような国際決済機関に開設できる。

### その他
著名なUBSやクレディ・スイスは、「プライベート・バンキング・サービスも提供しているスイスの大手商業銀行」である。法人形態としては「有限責任の株式会社」であるため、無限責任のプライベートバンクではない。また、一般の個人や法人も顧客としている。事業領域は顧客の資産の保全と運用に特化しているわけではなく、通常のリテールバンキング業務、融資、株式や債券等の自己売買（自社リスクでの売買）など・の業務も行っている。収益が顧客資産の増減と連動しておらず、収益構造やビジネスモデルは顧客から預かった資産の保全・管理・運用の手数料のみではなく、金融商品の販売手数料を大きな収益源としているなど、プライベートバンクであるための条件を1つも満たしていない。
スイス銀行法第47条B項には、「銀行職員が職務上知り得た情報に関して、守秘義務に違反した場合は刑事罰の対象となり、罰金刑および最高6か月の禁錮刑の双方に処せられる」とされている。銀行はそれぞれ高い水準の守秘義務規定を設けており、たとえ退職しても自分が担当した顧客の情報は終生にわたり守らなくてはならない。警察、司法当局、公務員、その他どのような権力もスイス銀行の顧客情報の開示を求めたり強制的に閲覧することは禁じられている。ただし犯罪に関わる金と判明した場合は、スイス国内のマネーロンダリング条項により当局への通知が義務付けられている。
- UBS
  - 前身を含めると、UBSとしての歴史は150年以上。UBSの銀行の社章はスイス銀行のものを採用している（3keys）。1998年、スイス・ユニオン銀行(UBS) とスイス銀行コーポレーション(SBC) の合併により新生UBS AGとして現在の形態に至る。日本での法人活動はUBS証券株式会社、UBS銀行東京支店、UBSアセット・マネジメント株式会社の３つの形態で行っており、いずれも東京都千代田区大手町の大手町ファーストスクエアに拠点を有する[4]。世界金融危機のとき、元行員ブラッドリー・バーケンフェルド（Bradley Birkenfeld）から脱税幇助を内部告発され、アメリカ・スイス間の合意により幇助に関わったスイス銀行が4つに分類された（クレディ・スイス等すでに訴追手続きが始まっている銀行、米租税法に抵触したと思われる理由を持つ銀行、残り二つは証拠不十分と裁判所が判断した銀行）[5]。
- クレディ・スイス (Credit Suisse)
  - 1856年にチューリッヒで設立。日本には1972年に参入し、投資銀行業務、プライベートバンク業務、資産運用業務を行なう。投資銀行業務の旧ブランド名はファースト・ボストンで、現在はすべてクレディ・スイスに統一。日本国内の拠点は東京都港区にある。パナマ文書に名前が出ている。

## よく知られている特徴
『西部警察』『ゴルゴ13』『ルパン三世』『ブラック・ジャック』のような犯罪者や非合法な活動をテーマとした作品にスイス銀行が登場する理由として、スイス銀行法の匿名性・守秘性の高さ、およびそれによってもたらされる負の側面が挙げられる。ゲーム『トロピコ』はスイス銀行の口座にプレイヤーの私的財産を溜められる。小説『聖獣配列』・『霧の会議』は送金の描写が具体的である。
プライベートバンクの主な顧客層は世界の王侯貴族や、大企業の社長といった富裕層とされる一方で、スイス銀行法に基づく顧客情報の厳格な秘匿・守秘性（高度なプライバシー保護）と番号口座（ナンバーズアカウント）により口座所有者の名前や住所を含む情報が一切開示されないという特徴は、非合法活動や犯罪を含む不法・不正な報酬の受け取りやその蓄財・脱税にも最適であり、世界各国の独裁者や犯罪者が利用していると言われ、「独裁者の金庫番」「犯罪者の金庫番」とも呼ばれるが、21世紀になって「スイス銀行の守秘性がマネロンの温床になっている」という批判が相次いだことから、2017年から口座情報を外国の税務当局に開示するようになってきており、匿名性・守秘性の高さが崩れてきている。これを受けてスイスの銀行に資産を預けていた富豪らは現金を美術品や貴金属、宝飾品等にした上で自由港や保税倉庫に隠して税金逃れをする様になった（これによって金価格の高騰に拍車をかける結果になった）と言われる。
北朝鮮の金正日総書記などがスイスの銀行に巨額の財産を隠しているとの噂は多々あるものの、スイス銀行は法的に犯罪が立証されない限り情報を開示できないため、実際に判明した事例は少なかったが、フィリピンのマルコス元大統領の不正蓄財の発覚と返還をきっかけに、退任したり逝去した国家指導者や独裁者の不正な蓄財が明らかになるケースが増える傾向にある。
これはアメリカ同時多発テロ以降、世界中の国家や金融機関が資金洗浄に厳しく対処するようになり、ますます拍車がかかっている。ただし、全額が返還されるわけではなく、スイスの法律により約半額が返還されるのが一般的であり、かつ返還先が不正を証明できずに、時間切れで凍結解除となる事例が散見されがちである。
2011年、スイス政府（財務省）はわずか1か月の期間に、国内銀行に対しコートジボワール、チュニジア、エジプト、リビアなど外国の指導者（ローラン・バグボ大統領、ザイン・アル＝アービディーン・ベン＝アリー元大統領、ホスニー・ムバーラク元大統領、ムアンマル・アル＝カッザーフィー大佐）の資産を封鎖するよう命令を出した。

## 悪用が明らかとなった事例
- フィリピンのフェルディナンド・マルコス元大統領 - スイスから6億8400万ドルを既に返還済。
- ナイジェリアのサニ・アバチャ元大統領 - スイスから7億ドルを既に返還済。
- ハイチのジャン＝クロード・デュヴァリエ元大統領 - 1986年、500万ドル（約6億円）が凍結されたが、ハイチ司法当局が不正資金であるという証拠を提出できないままでいるため、2008年6月3日に凍結解除された。
- ザイールのモブツ・セセ・セコ元大統領 - 1997年、800万フラン（約7億9000万円）の資金が凍結されたが、2008年末に凍結解除された。
- 第二次世界大戦で中立を維持していたスイスは各国の金融の中継点となり、ナチスの資産も流入した。
- ロシアの石油会社、ユコスのミハイル・ホドルコフスキー元社長
- パレスチナのヤセル・アラファト元議長
- ペルーのアルベルト・フジモリ元大統領
- 台湾の陳水扁第5代総統
- ペルーのブラディミロ・モンテシノス
- スイスフラン・ショック

## ナチ・ホロコースト
1995年5月、スイス大統領はホロコースト期間中にスイスがユダヤ人難民の入国を拒絶したことを公式に謝罪した。これとほぼ同時に、次の問題が浮上した。スイス銀行がホロコースト期のユダヤ人口座数十億ドル相当を保持したままであることが明らかになったというものである。同年12月、世界ユダヤ人会議はアルフォンソ・ダマト上院議員と手を組んだ。ホワイトウォーター疑惑の公聴会が進行中だったビル・クリントン大統領がダマトと和解して支持を与え始め、上は連邦政府の11機関と上下両院から、下は全米各州の州政府や自治体まで、超党派の圧力がスイスへ向けられた。
1996年4月、休眠口座に関する上院公聴会が開かれた。調査員6人、委員長にFRBのポール・ボルカーを据えた「有識者による独立委員会」は、5月の「理解覚書」で正式に任命された。12月にはスイス政府が「専門家による独立委員会」を任命し、金取引の調査にあたらせた。しかし、両委員会が動き出す前に世界ユダヤ人会議は金銭による和解へ向けてスイスに圧力をかけ始めた。10月初めにエドワード・フェイガンらが200億ドルを求める訴えを起こした。数週間後に協力者を集めてもう一度集団訴訟を起こした。翌年1月には正統派ユダヤ人コミュニティー世界会議が訴訟を先導した。3つの訴状はすべてブルックリン地方裁判所に提出、コーマン判事に統合整理された。こうした法的手段による攻撃にとどまらず、世界ユダヤ人会議はニューヨーク州とニューヨーク市の会計監査員に接触して、1996年2月にスイスの銀行へ経済制裁措置を警告する書簡を両人に送らせた。1998年6月、スイス銀行は最終和解案として6億ドルを提示したが、昨年末に世界ユダヤ人会議のブロンフマンは30億ドル以上を要求していた。1998年7月に先の会計監査人らが制裁強化を持ち出して脅迫すると、8月になってコーマン判事の調停に臨み、スイスは12億5000万ドルの支払いに同意した。
1999年12月、ボルカーの「有識者による独立委員会」が『スイスの銀行におけるナチ迫害犠牲者の休眠口座に関する報告』を出した。この報告は次のように述べる。1933-1945年の銀行記録すべてを調べることはできなかったが、60％という口座記録の回復率は、特にスイス法が10年以上の記録保管を義務づけていない状況では驚異的だった。報告によると、54000の口座が「ナチ迫害の犠牲者と関係する」多少の可能性がある。口座名義の公表に値するものはその約半数で、このうち1万口座は1億7000万から2億6000万ドルに相当する。残る口座は時価の算定ができなかった。
この報告には重要な付録が存在し、当時のユダヤ人が資産を避難させる「望ましい行き先」がリスト化されている。アメリカとスイスが3位以下に大差をつける候補であった。そこで、アメリカの銀行ではホロコースト期の休眠口座がどうなっていたのかが問題になる。この点、Seymour J. Rubin氏は次のように結論した。合衆国は、国内にある相続者のない資産を認定するためにごく限られた施策しかとらず、支出可能としたのは（中略）わずか50万ドルである。スイスの銀行がボルカー委員会の調査以前の段階ですでに3200万ドル分を認定していたのとは対照的だった。